# Tripulação do RMS Titanic

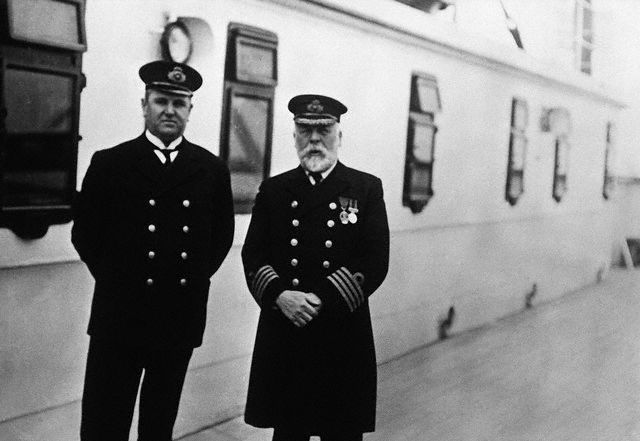
O comissário de bordo chefe Hugh McElroy junto com o capitão Edward Smith a bordo do Titanic. Fotografia de Francis Browne, 11 de abril de 1912.

A tripulação do RMS Titanic, navio de passageiros britânico que afundou em 15 de abril de 1912 após colidir com um iceberg, consistia em toda equipe responsável por manter o bom funcionamento da embarcação e também dar atenção e o melhor atendimento possível a seus passageiros. Ela era formada por pessoas de diferentes profissões, como por exemplo marinheiros, comissários, mecânicos, músicos e mordomos, cada uma com uma função específica, área de trabalho própria e, em alguns casos, para quais passageiros deveriam prestar seus serviços.
O Titanic foi projetado para transportar cerca de 890 tripulantes. Estes eram divididos em três categorias diferentes: a tripulação de convés ou de navegação, a equipe de engenharia e o pessoal de atendimento aos passageiros. A primeira era responsável por manter o bom andamento e funcionamento do navio, sendo formada por oficiais, quartel-mestres, marinheiros e vigias. A segunda era formada por aqueles que operavam os maquinários da embarcação e garantiam seu funcionamento, que incluíam mecânicos, engenheiros e foguistas. Por fim, a terceira era a mais numerosa e a responsável pelo bem estar geral dos passageiros; além dos comissários de bordo, ela contava com mordomos, cozinheiros e recepcionistas. Alguns não eram contados como membros oficiais da tripulação, como por exemplo a equipe do restaurante à la carte, os oito músicos da orquestra e os cinco carteiros responsáveis por gerenciar a sala dos correios.
A tripulação do Titanic foi reconhecida por sobreviventes e pela imprensa como tendo desempenhado um papel heroico durante o naufrágio: enquanto os oficiais e marinheiros se esforçaram ao máximo para colocar o maior número de pessoas nos botes salva-vidas, os mecânicos continuaram em seus postos nas entranhas do navio lutando para manter o fornecimento de energia elétrica apesar da progressiva inundação das instalações. Finalmente, os comissários e a orquestra fizeram o possível para impedir que o pânico se alastrasse dentre os passageiros. O custo desses esforços foi alto, com 78% da tripulação morrendo no naufrágio. Os sobreviventes viram suas carreiras na White Star Line serem comprometidas, principalmente os oficiais, com a empresa desejando desesperadamente colocar o incidente no passado. Mesmo assim, a opinião geral tanto pública quanto história foi e ainda é extremamente positiva para com os tripulantes, com diversos memoriais erguidos para honrá-los.

## Composição e papel

### Navegação
A tripulação de convés ou de navegação era a responsável por comandar o RMS Titanic durante toda sua viagem, garantir que todas as outras tripulações estavam desempenhando suas funções corretamente e também garantir o bom andamento geral da embarcação.

#### Oficiais
Os oficiais do Titanic eram formados por um comandante, um imediato e outros seis oficiais. Para sua viagem inaugural, o navio foi comandado por Edward Smith, o comodoro da White Star Line e o mais respeitado capitão da companhia. Ele anteriormente havia sido designado para todas as viagens inaugurais de navios da White Star desde o RMS Baltic em 1904, sendo extremamente popular dentre os passageiros da primeira classe e era até mesmo carinhosamente chamado por eles de "EJ".

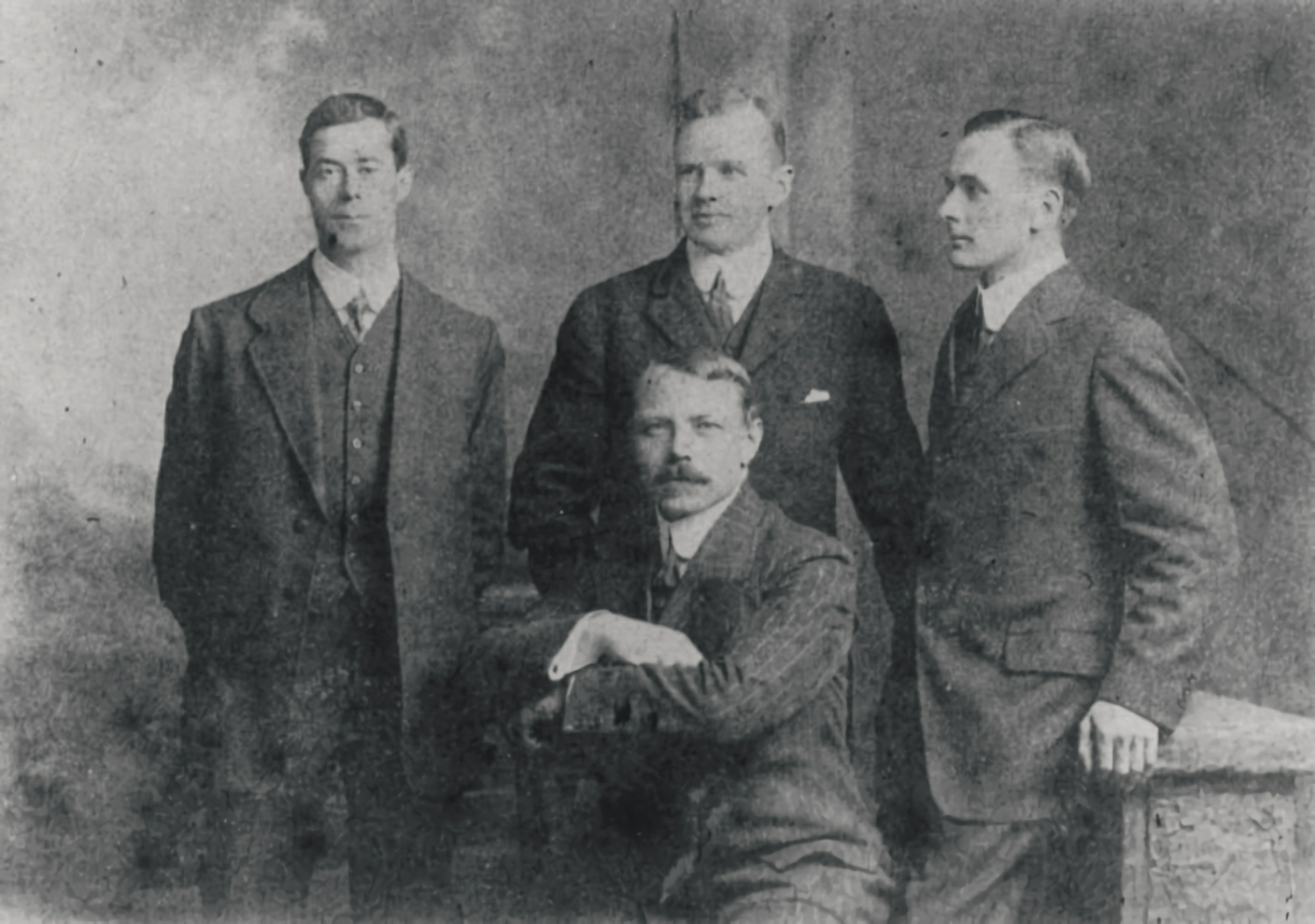
Os quatro oficiais sobreviventes. Em pé: Lowe, Lightoller e Boxhall. Sentado: Pitman.

Abaixo do capitão na hierarquia estavam os três "oficiais sêniors": oficial chefe, primeiro oficial e segundo oficial. Durante o período de testes marítimos e até pouco antes da partida do Titanic de Southampton em 10 de abril de 1912, o oficial chefe do navio era William Murdoch, que anteriormente tinha servido com Smith como primeiro oficial no RMS Olympic, enquanto Charles Lightoller e David Blair eram, respectivamente, o primeiro e segundo oficiais. A White Star decidiu no último momento que seria mais apropriado transferir Henry Wilde para o Titanic a fim de atuar como oficial chefe, posição que também havia exercido no Olympic junto com Smith e Murdoch. Os navios da Classe Olympic eram novos e talvez a companhia desejava ter os marinheiros mais experientes em embarcações desse tamanho nas principais posições de comando. Dessa forma, Murdoch e Lightoller foram rebaixados uma posição cada e Blair acabou dispensado do serviço a bordo do navio. Consequentemente, este último deixou a embarcação sem informar o novo segundo oficial sobre a localização dos binóculos dos vigias e supostamente também com a posse da chave do armário onde estavam localizados. Além disso, essa alteração na hierarquia criou certa tensão entre Wilde e seus dois subordinados, com Lightoller posteriormente escrevendo em suas memórias sobre a "política duvidosa" e a "infeliz mudança" dos oficiais.
Nada mudou dentre os outros quatro "oficiais júniors". Eles eram o terceiro oficial Herbert Pitman, quarto oficial Joseph Boxhall, quinto oficial Harold Lowe e sexto oficial James Moody, com todos sendo considerados marinheiros de qualidade. Lowe era aquele de personalidade mais forte, porém a viagem inaugural do Titanic foi sua primeira travessia transatlântica e ele era o único que não conhecia nenhum de seus colegas oficiais, sentindo-se às vezes ostracizado. Moody era o mais jovem dos oito a bordo com apenas 24 anos, tendo apenas um ano de experiência servindo no RMS Oceanic, mas mesmo assim era considerado pela White Star como um oficial muito promissor e sua designação para o navio foi considerada como um verdadeiro sinal de progresso em sua carreira. Já Pitman e Boxhall haviam trabalhado em várias outras embarcações da companhia nos anos anteriores, algumas vezes junto com outros colegas de Titanic.
Cada oficial sênior trabalhava quatro horas durante o dia e quatro horas durante a noite, cada turno sendo espaçado por oito horas de descanso (durante o qual eles não necessariamente estavam inativos, tendo liberdade para realizar rondas pelo navio e outros afazeres). Já os oficiais júniors trabalhavam em duplas e alternavam quatro horas de serviço com quatro de descanso. Todos tinham funções específicas; por exemplo, Boxhall era talentoso na navegação e dessa forma ficava encarregado de atualizar as cartas marítimas e a posição do navio, Wilde era o responsável por manter o diário de bordo e Lowe e Moody cuidavam das medições de temperatura da água e do ar. Os oito trabalhavam na ponte de comando na dianteira do convés dos botes, local que foi descrito como mais silencioso que um necrotério. Quando não estavam de serviço os oficiais podiam desfrutar de uma pequena sala de fumar e de jantar, ficando alojados em cabines atrás da casa do leme. O tamanho e conforto dessas cabines eram definidos pela hierarquia, com Smith possuindo uma com quarto, sala de banho e escritório próprios. Dois comissários também foram designados para seu serviço, Montague Mathias e Frederick Tamlyn. Outro, James Arthur Paintin, já vinha servindo como comissário pessoal do capitão há vários anos.

#### Quartel-mestres

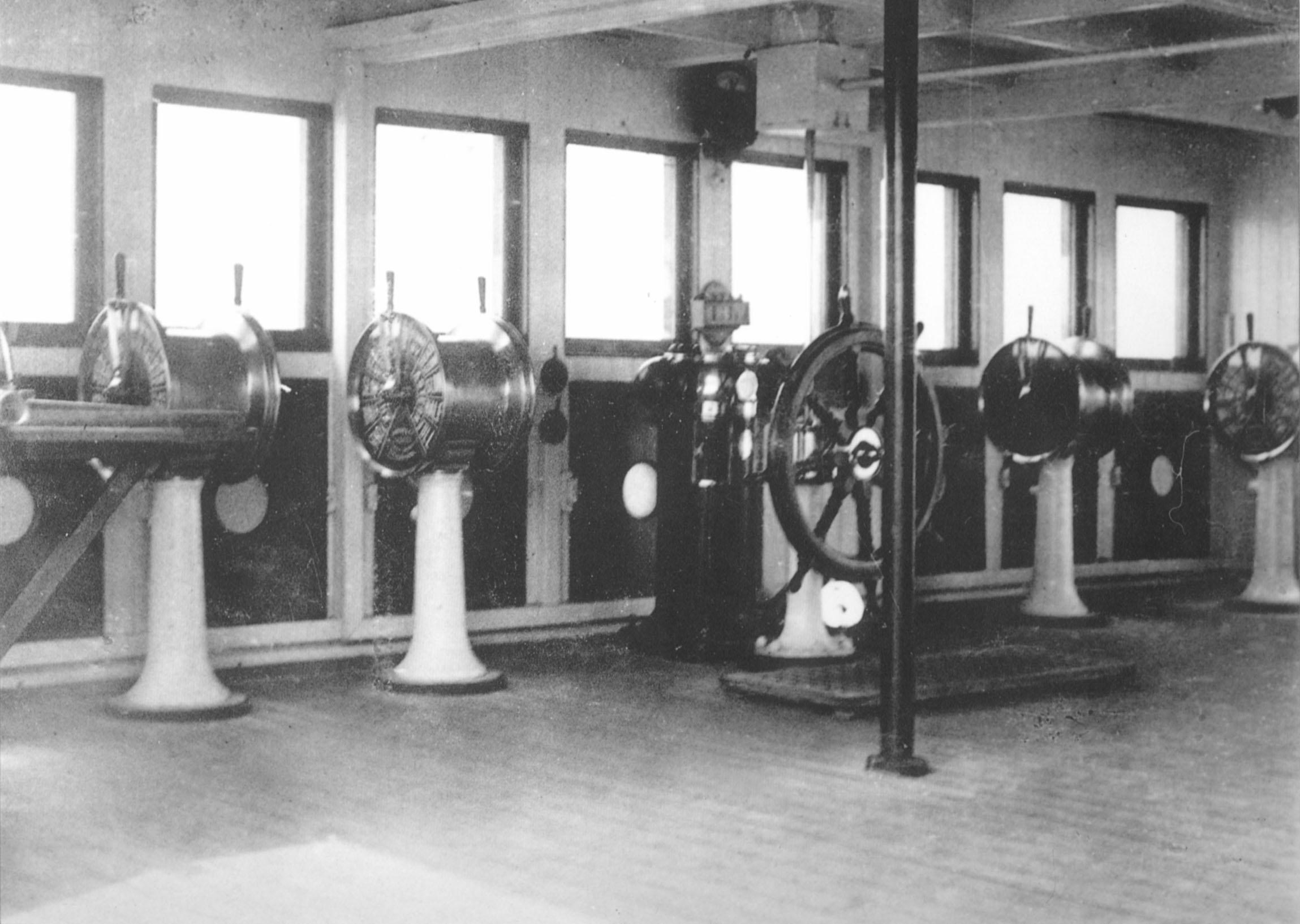
A casa do leme, local de trabalho dos quartel-mestres.

O Titanic possuía sete quartel-mestres que eram os responsáveis por manejar a roda do leme e dessa foram "dirigir" a embarcação. Eles eram Robert Hichens, George Rowe, Alfred Olliver, Walter Perkis, Arthur Bright, Sydney Humphreys e Walter Winn, com todos tendo sobrevivido ao naufrágio. Além de seus turnos de serviço na casa do leme, os quartel-mestres também trabalhavam na passarela de navegação traseira, localizada no convés da popa. Foi de lá que Rowe descobriu que o Titanic estava afundando ao avistar os primeiros botes deixando o navio, telefonando em seguida para a ponte a fim de perguntar o que estava acontecendo.
Hichens foi quem ficou mais famoso e acabou entrando na história. Primeiro era ele quem estava de serviço na roda do leme no momento da colisão com o iceberg, fato que posteriormente lhe valeu enormes dificuldades para conseguir emprego. Porém, foi seu comportamento após o naufrágio que lhe fez famoso. Durante a evacuação ele foi colocado no comando do bote salva-vidas nº 6, acabando por entrar em confrontos verbais com a passageira de primeira classe Margaret Brown, principalmente sobre a questão de retornarem a fim de procurarem sobreviventes depois do Titanic ter afundado completamente.

#### Vigias

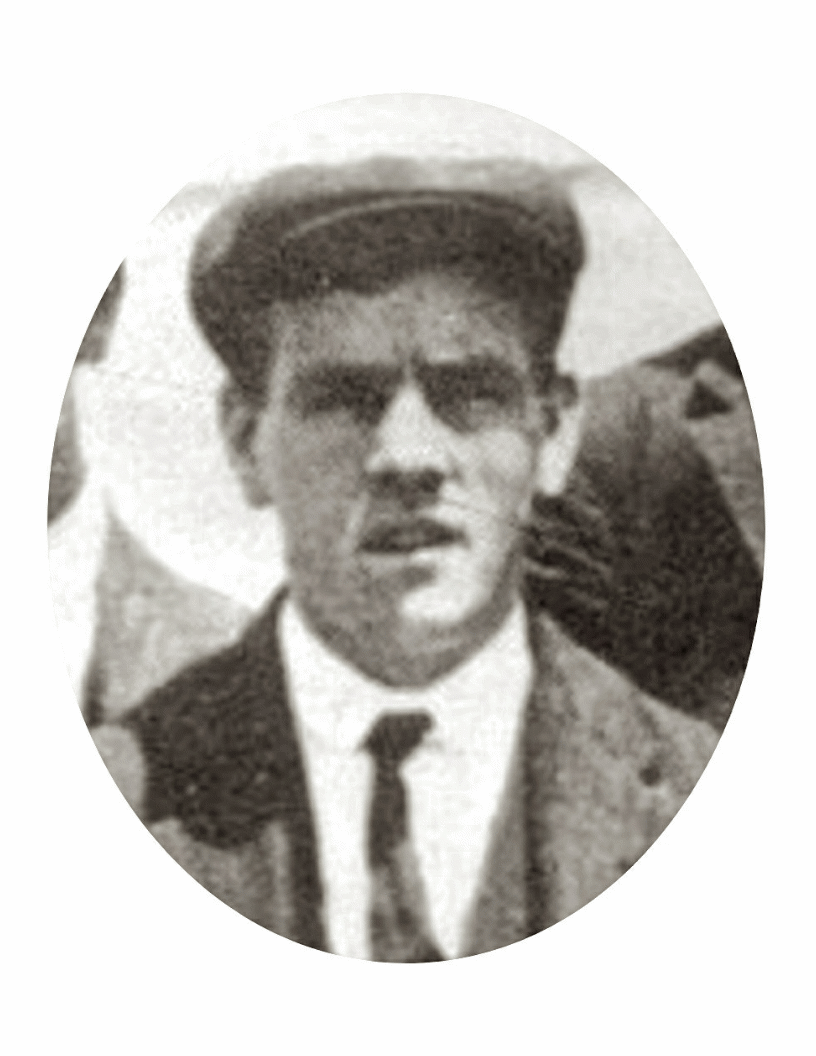
Frederick Fleet, um dos vigias que avistou o iceberg.

O Titanic contava com seis vigias responsáveis por monitorar quaisquer obstáculos em seu caminho a partir do cesto de gávea no mastro dianteiro. Eles trabalhavam sempre em pares, formados por Frederick Fleet e Reginald Lee, Archie Jewell e George Symons, e George Hogg e Alfred Evans. Cada par trabalhava durante um período de duas horas seguidas por quatro de descanso. Esses homens passavam por vários testes para garantir que possuíam uma visão afiada.
A White Star não tinha o hábito de fornecer binóculos para seus vigias. Apesar de considerá-los eficazes na observação de detalhes de objetos a distância, a companhia acreditava que eles reduziam muito o campo de visão de quem os utilizava. Entretanto, Fleet havia usado binóculos durante seus quatro anos de serviço no Oceanic e ele e os outros vigias rapidamente sentiram suas faltas durante a travessia. Quando Symons solicitou um par para Lightoller, este respondeu dizendo que todos haviam desaparecido. No entanto, além dos binóculos especialmente destinados aos vigias, existia um par para ser utilizado durante a praticagem que poderia ter sido repassado, porém isso nunca aconteceu e nenhum dos oficiais sobreviventes justificaram o motivo.
A questão da utilidade dos binóculos durante a colisão surgiu no decorrer das comissões de inquérito sobre o naufrágio, com Fleet, que junto com Lee avistou o iceberg, afirmando que acreditava que teria enxergado o objeto mais cedo caso tivesse usando binóculos. Entretanto, alguns especialistas e estudiosos do Titanic como Mark Chirnside afirmam que as condições da noite de 14 de abril eram tais que binóculos não teriam surtido nenhuma mudança no destino do navio.

#### Marinheiros e outros
Trinta marinheiros foram qualificados para servir a bordo do Titanic, com seu papel sendo principalmente a manutenção e monitoração dos diferentes dispositivos a bordo. Eles muitas vezes realizavam rondas por toda a embarcação checando se tudo estava em ordem e geralmente eram responsáveis por auxiliar os oficiais.
Outro que era considerado parte da tripulação de convés era o acendedor Samuel Hemming, responsável por ligar e desligar as luzes da ponte de comando de acordo com a vontade dos oficiais. Na noite de 14 de abril, foi dada a ordem para que todas luzes do castelo da proa fossem desligadas a fim de não atrapalharem os vigias . Dois limpadores de janela, William Harder e Robert Sawyer, também eram contados como tripulação de convés, assim como dois carpinteiros, John Hutchinson e John Maxwell.
O médico William O'Loughlin e seu assistente John Edward Simpson também entravam na tripulação de convés. Com a ajuda de um comissário e duas enfermeiras, eles administravam o hospital que ficava localizado em três áreas diferentes. A primeira atendia apenas passageiros de primeira e segunda classe, outra apenas para passageiros de terceira e o último destinado a tripulação. Além disso, havia livros de medicina a bordo caso os médicos estivessem indisponíveis.

### Engenharia
A tripulação de mecânicos era formada por todos aqueles que trabalhavam nas entranhas do navio em sua sala de máquinas ou nas caldeiras. Eram aproximadamente 325 pessoas responsáveis por manter todo o maquinário pesado em funcionamento e incluíam foguistas, engenheiros e carvoeiros.

#### Sala de máquinas

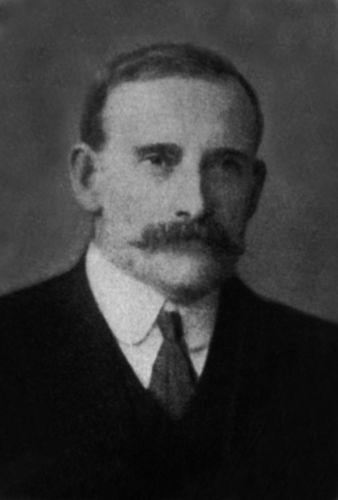
Joseph Bell, o engenheiro chefe do Titanic

O Titanic possuía duas sala de máquinas; a primeira continha os dois motores de tripla expansão de quatro cilindros responsáveis por movimentarem as hélices laterais, enquanto na segunda ficava a turbina de baixa pressão que movia a hélice central. O bom funcionamento desse maquinário era confiado a uma equipe formada por 24 engenheiros e liderada pelo engenheiro chefe Joseph Bell, sendo ele um dos homens mais importantes de toda a tripulação do navio. Assim como Smith, Wilde e Murdoch, Bell também trabalhou no Olympic e estava familiarizado com os navios de sua classe. Nenhum dos engenheiros sobreviveu ao naufrágio.
Mais de trinta graxeiros auxiliavam na manutenção das máquinas. Por fim, cinco eletricistas asseguravam o funcionamento do sistema elétrico do Titanic, liderados pelo eletricista chefe Peter Sloane. Uma sala situada na popa era dedicada a transformação de parte da energia gerada pelas caldeiras em energia elétrica para ser utilizada por todo o navio em diferentes dispositivos, como iluminação, aquecimento, elevadores, linhas telefônicas internas e o rádio sem fio.

#### Caldeiras
O Titanic entrou em serviço no final da era do carvão na navegação. Mesmo assim, ele ainda era muito utilizado como combustível e necessitava de um grande contingente de pessoas a fim de operar suas 29 caldeiras espalhadas em seis salas. Elas ficavam localizadas no convés mais baixo do navio e eram separadas por depósitos de carvão. A fumaça gerada pelas caldeiras era descarregada através das três primeiras chaminés do navio.

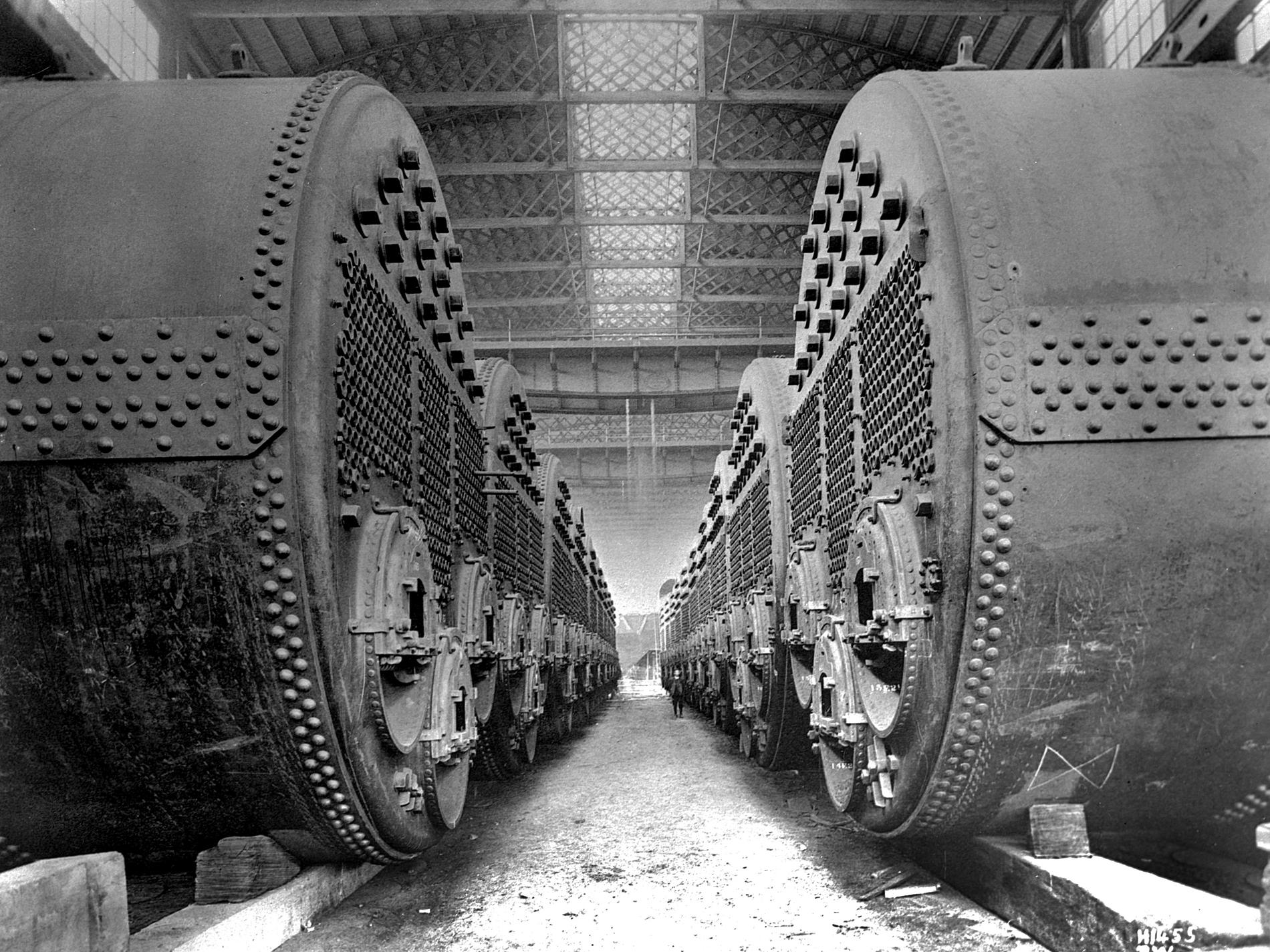
Vista de 20 das caldeiras do Olympic, idênticas às do Titanic.

Os foguistas e carvoeiros eram os responsáveis por alimentar as caldeiras com carvão ininterruptamente. Mais de setenta carvoeiros se revezavam para extrair o carvão dos depósitos e levá-los aos foguistas. Estes eram aproximadamente 170 e eram as pessoas que mantinham as caldeiras acesas e produzindo o vapor necessário para movimentar as máquinas. O trabalho era supervisionado por treze foguistas chefes, com o mais famoso tendo sido Frederick Barrett, que sobreviveu ao naufrágio é considerado uma fonte valiosa sobre os acontecimentos nas estranhas do navio.
O calor nas salas das caldeiras podia chegar até 60°C, com as condições de trabalho sendo precárias e sem segurança. Os foguistas e carvoeiros ficavam alojados em grandes dormitórios localizados nos conveses inferiores da proa, tendo uma escadaria e corredor próprios para acessarem seus locais de trabalho sem o risco de passarem na frente de passageiros.
O compromisso da White Star Line com os carvoeiros era bem rudimentar, até mesmo informal, e muitas vezes feito de última hora, e isso também fazia com que alguns homens não aparecessem para embarcar. Esse foi o caso dos irmãos Alfred, Bertram e Tom Slade, que antes da partida ficaram bebendo em um pub de Southampton e se atrasaram demais para o embarque. Outro carvoeiro, por sua vez, abandonou o Titanic durante sua parada em Queenstown na Irlanda porque desejava voltar para sua família. Para superar as deficiências que podiam resultar dessas ausências, a empresa não hesitava de contratar novos carvoeiros no próprio porto.
Além do trabalho cansativo em condições ruins, os foguistas e carvoeiros tiveram que lidar com um incêndio em um dos depósitos de carvão. Para não colocarem o navio em perigo, o depósito teve que ser esvaziado lentamente e o fogo só foi apagado no dia 14 de abril. Mesmo assim, os tripulantes de engenharia conseguiam encontrar modos de se divertirem; por exemplo, um foguista de identidade desconhecida conseguiu subir no alto da quarta chaminé durante a parada em Queenstown, assustando alguns passageiros.
Também considerados como parte da tripulação de engenharia estavam quatro intendentes, dois comissários e quatro almoxarifes responsáveis por prestar atendimento aos engenheiros e foguistas. Bell por sua vez possuía um comissário próprio, William Duffy.

### Atendimento
A equipe de atendimento era aquela que estava em contato direto com os passageiros. Suas funções eram variadas, embora o maior número consistia em comissários e cozinheiros. É nesta categoria que estavam as únicas mulheres da tripulação, apenas 23 e todas solteiras.
No Titanic, o comissário de bordo chefe era o responsável pelo comando de toda tripulação de atendimento e o bem estar geral dos passageiros. Este cargo era ocupado por Hugh McElroy, que assim como muitos outros tripulantes havia também servido a bordo do Olympic. Ele possuía um escritório na primeira classe e outro na segunda, possuindo diversas funções como atender quaisquer pedidos e reclamações, além de cuidar do cofre em que os passageiros eram encorajados a deixar seus objetos de valor, já que a White Star não se responsabilizava por qualquer joia ou semelhante roubado ou perdido que não estava no cofre. McElroy também costumava jantar com os passageiros de primeira classe e depois sempre era visto contabilizando a receita diária dos serviços pagos do navio.

#### Comissários
Em números, os comissários representam a maior parte da tripulação total do Titanic. Aproximadamente cem serviam os passageiros da primeira classe e por volta de cinquenta cuidavam tanto da segunda quanto da terceira classes. A maioria deles trabalhava principalmente nas salas de jantar e nas cabines, sendo as vezes auxiliados por criados pessoais dos passageiros. Também existiam vários mordomos responsáveis por servir os passageiros na sala de jantar e no convés de passeio.
Outros comissários tinham um papel menor. Os quatro elevadores do Titanic (três instalados na primeira classe e um na segunda) eram cada um operados por um comissário. Haviam também comissários especiais responsáveis por transportar as bagagens dos passageiros, enquanto outros cuidavam das roupas sujas e das louças. Uma das funções mais peculiares eram de tocar uma corneta na primeira classe a fim de anunciar o horário do jantar. Para a terceira classe existia ainda um intérprete.
De todos os comissários, Violet Jessop foi quem ficou particularmente mais conhecida por ter sobrevivido não apenas ao naufrágio do Titanic, mas também ao de seu navio irmão HMHS Britannic quando ele bateu em uma mina durante a Primeira Guerra Mundial. Além disso, ela também estava abordo do Olympic quando este colidiu com o cruzador HMS Hawke da Marinha Real Britânica em 1911.

#### Cozinheiros
O Titanic possuía três cozinhas. A primeira ficava no convés D e atendia a primeira e segunda classes. A segunda ficava no convés F e era toda destinada a terceira classe. Por fim, o restaurante à la carte no convés B tinha sua cozinha específica e era operada por pessoal terceirizado. As cozinhas eram dirigidas pelo chef Charles Proctor com o auxílio do padeiro chefe Charles Joughin.
Os cozinheiros eram agrupados em diferentes categorias baseados em suas especialidades: legumes, carnes, pães, etc. Além disso, o navio também dispunha de um cozinheiro cashrut para os passageiros judeus. Ao todo, sessenta pessoas trabalhavam nas cozinhas. O serviço do restaurante em si ficava a cargo dos comissários.

#### Esportes
O Titanic oferecia aos seus passageiros de primeira classe duas instalações esportivas. A primeira era o ginásio do convés dos botes, que possuía diversos aparelhos diferentes como por exemplo uma máquina de remo, touro mecânico e bicicletas. Supervisionando o local estava o monitor Thomas W. McCawley que, além de atender os passageiros adultos, dava também uma atenção especial para as crianças. McCawley permaneceu em seu posto durante o naufrágio, com o ginásio atraindo vários passageiros que procuravam se proteger do frio da noite, tendo dito a um passageiro que não colocaria um colete salva-vidas pois ele retardaria seu nado. Além do ginásio, o navio tinha uma quadra de squash localizada no convés F. Na supervisão da quadra estava o monitor e professor Frederick Wright que, assim como McCawley, não sobreviveu ao naufrágio.

#### Telegrafistas

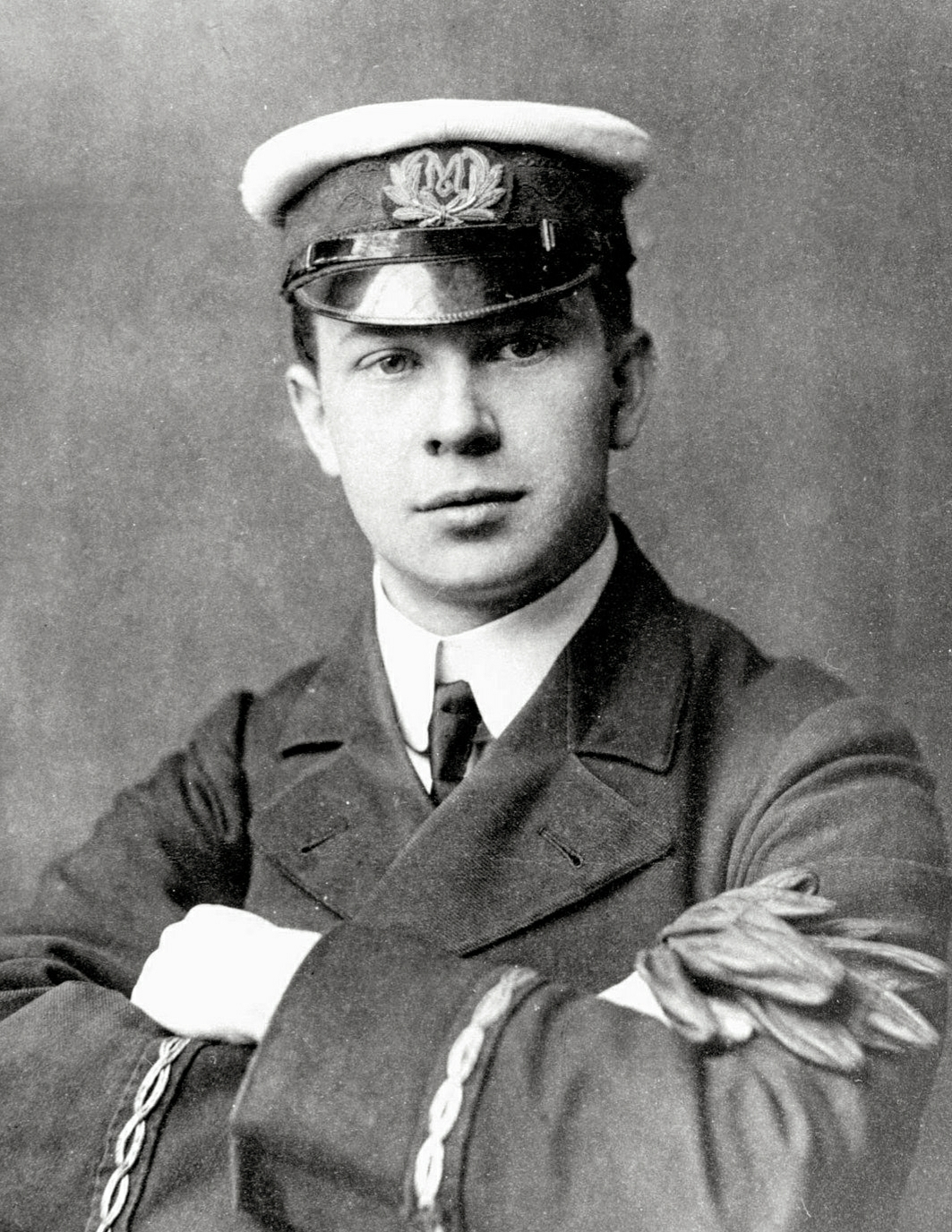
Jack Phillips, um dos operadores de rádio.

A telegrafia sem fio já era usada em navios de passageiros desde a virada para o século XX, sendo utilizada principalmente para o benefícios dos passageiros, apesar de já ter se mostrado útil em 1909 durante o naufrágio do RMS Republic. O naufrágio do Titanic alterou o estado das coisas, com as comissões de inquérito enfatizando fortemente o papel do rádio no resgate dos sobreviventes.
Como todos os outros navios da época, o Titanic terceirizava seus operadores de rádio a partir de uma companhia independente, neste caso a Marconi. Os operadores costumavam ter entre 20 e 25 anos e eram pagos pela própria Marconi, apesar de receberam um extra dado pela White Star e serem contados como parte da tripulação de atendimento. A bordo do Titanic os operadores de rádio eram Jack Phillips de 24 anos e Harold Bride de 22. Eles se revezavam no comando do aparelho para garantir uma cobertura praticamente contínua (com o operador que não estava de serviço descansando em uma sala ao lado), tendo como missão principal transmitir mensagens dos passageiros ricos para o continente. Os dois também tinham a responsabilidade de repassar para os oficiais na ponte todos os avisos sobre perigos no mar.

As mensagens eram dadas aos operadores pelos comissários de bordo e cobradas a partir do número de palavras. O fluxo de transmissões durante a viagem foi bem grande, principalmente pelo fato do rádio ter quebrado e ficado inoperante nos dias 12 e 13 de abril, tendo sido concertado por Phillips e Bride durante a tarde do dia 14, mesmo o concerto não sendo da responsabilidade dos dois.

### Especial

#### Restaurante à la carte
O restaurante à la carte do Titanic era dirigido por Luigi Gatti, um chef de renome que possuía vários restaurantes em Londres, e oferecia aos passageiros de primeira classe uma alternativa para aqueles que não desejavam comer na sala de jantar. Junto estavam mais sessenta cozinheiros especializados em diferentes pratos e atendentes selecionados pelo próprio Gatti, com a maioria sendo franceses ou italianos. O restaurante também empregava duas mulheres, com a posição de chef de cozinha sendo ocupada por Pierre Rousseau, que também havia trabalhado com Gatti anteriormente. Além do salário pago por Gatti, os funcionários também recebiam um xelim da White Star. Todos ficam alojados em cabines no convés E, com exceção de Gatti que fica no convés C.
Dentre os funcionários do restaurante à la carte, houve apenas três sobreviventes: as duas mulheres e o recepcionista Paul Mauge. Este último só conseguiu chegar ao convés dos botes por estar vestido com roupas civis, enquanto os cozinheiros uniformizados foram barrados no convés E pelos comissários de bordo.

#### Orquestra

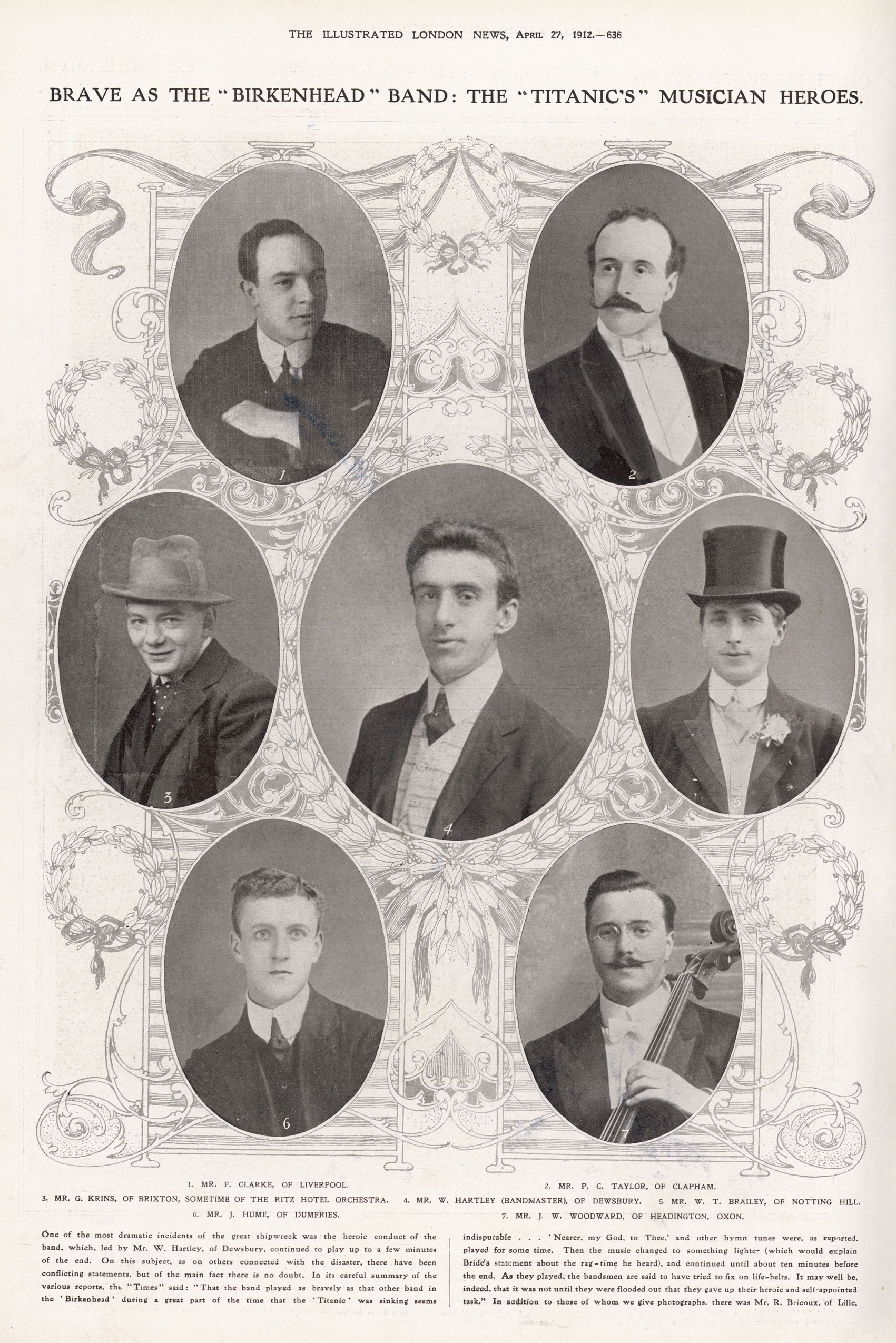
Sete dos oito músicos: Clarke, Taylor, Krins, Hartley, Brailey, Hume e Woodward. Ausente: Bricoux.

A orquestra do Titanic não fazia parte da lista de funcionários e tripulantes da White Star Line. Ao invés disso, eles eram contratados da firma C.W. & F.N. Black que costumava colocar músicos em diversos navios da época. Eles eram oito no total e formavam um quinteto e um trio responsáveis por tocar para os passageiros da primeira classe. O quinteto era liderado por Wallace Hartley, enquanto os outros sete músicos eram Roger Bricoux, John Woodward, Frederick Clarke, Georges Krins, John Hume, Theodore Brailey e Percy Taylor. Bricoux e Krins eram, respectivamente, um belga e um francês e por isso costumavam tocar perto do restaurante à lar carte e do Café Parisien, já que a White Star queria criar uma "atmosfera mais parisiense" nessa parte da embarcação.
Os membros da orquestra eram registrados como passageiros da segunda classe e ficavam alojados em tais cabines. A C.W. & F.N. Black pagava aos músicos quatro libras por mês pelos seus trabalhos, também fornecendo seus uniformes que possuíam o brasão da White Star. Nenhum sobreviveu ao naufrágio e suas famílias posteriormente receberam uma conta da firma pelos uniformes perdidos.

#### Carteiros
O Titanic, assim como muitos outros navios da época, também carregava correspondências entre a Europa e a América do Norte, o que lhe valeu o prefixo Royal Mail Ship (RMS). Milhares de malas postais eram enviadas junto com a embarcação, além das cartas escritas pelos próprios passageiros. Cinco carteiros eram responsáveis por lidar com essa correspondência. Dois eram britânicos, James Williamson e John Richard Jago Smith, e os outros três americanos, John Starr March, Oscar Woody e William Gwinn. Assim como os membros da orquestra eles não eram pagos pela White Star Line, ficando alojados em cabines na terceira classe. Sabe-se que isso os desagradou e foram feitos pedidos para que os cinco fossem transferidos para outras acomodações.
Eles eram encarregados da triagem da correspondência em uma sala localizada na parte dianteira do convés G e no Orlop Deck. Essa sala foi uma das primeiras a serem inundadas quando o Titanic colidiu com o iceberg. Os cinco tentaram desesperadamente proteger as malas postais da água, com um deles inclusive chegando a pedir a ajuda do quarto oficial Boxhall. Não se sabe o que aconteceu com os carteiros depois disso, porém nenhum deles sobreviveu. Os corpos de Woody e March foram encontrados e identificados pelo CS Mackay-Bennett.

## Tripulação no naufrágio
Vários tripulantes do Titanic foram considerados como tendo agido de maneira heroica durante o naufrágio, com a maioria de seus membros trabalhando para salvar o maior número de passageiros ao invés de tentarem salvar suas próprias vidas. A tripulação também foi a categoria que mais foi afetada pelas mortes, possuindo uma taxa de sobrevivência de apenas 22%. Os números oficiais apontam que dos 885 tripulantes abordo, 693 morreram e 192 sobreviveram. Mesmo assim esses valores podem não ser exatos já que o número de pessoas a bordo do Titanic nunca foi estabelecido com precisão.

### Engenharia
A tripulação de engenharia foi a primeira a ser afetada pela colisão do Titanic com o iceberg. Os foguistas das salas das caldeiras 5 e 6 foram os primeiros a tomar conhecimento do impacto quando enormes quantidades de água invadiram seus locais de trabalho. Eles rapidamente tentaram usar as bombas, porém sua capacidade de bombeamento era muito menor do que a quantidade de água que estava entrando no navio. Os mecânicos, eletricistas e vários dos foguistas permaneceram em seus postos o máximo de tempo possível, com alguns inclusive nunca chegando a abandonar suas funções. Era necessário evacuar o vapor das caldeiras para que não entrassem em contato com a água, algo que poderia gerar uma explosão. Além disso, era necessário manter a energia elétrica correndo para que o Titanic pudesse ser avistado por outras embarcações durante a noite e para que o rádio continuasse a funcionar e enviar mensagens de socorro.
Pouquíssimos membros da equipe de engenharia sobreviveram, dentre esses nenhum mecânico ou eletricista. Apenas três dos treze foguistas chefes sobreviveram, e quatro dos 33 graxeiros. Os sobreviventes foram aqueles que conseguiram encontrar um modo de chegar rapidamente no convés superior e tiveram a sorte de entrarem em algum bote. O mais famoso membro engenharia a sobreviver foi o foguista chefe Frederick Barrett, quem embarcou no bote nº 13.

### Navegação

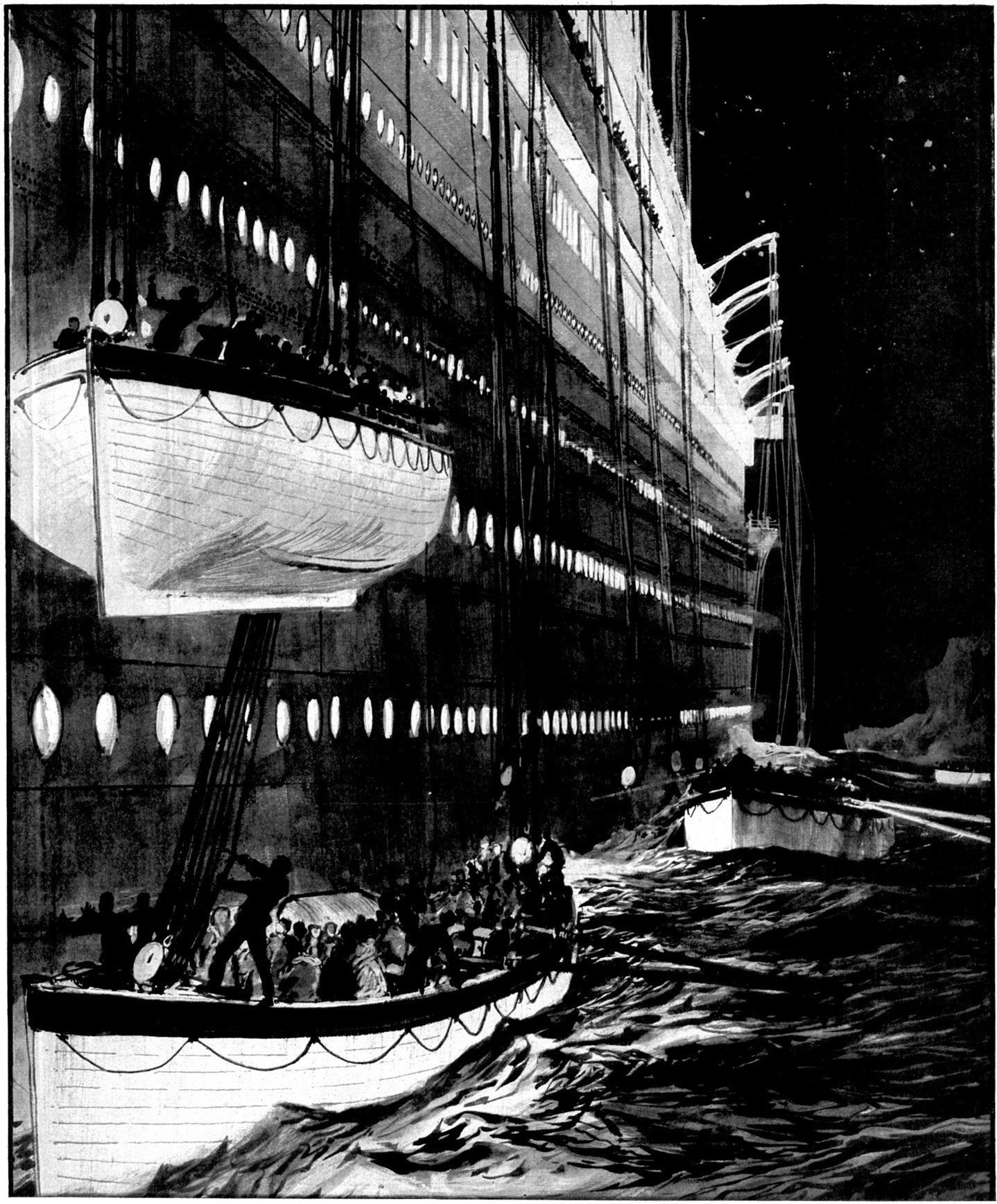
Ilustração do bote nº 15 sendo baixado em cima do nº 13. A tripulação de navegação ficou encarregada de preencher e lançar todos os botes.

A tripulação de navegação foi mobilizada ao redor dos botes salva-vidas. Os oficiais, marinheiros, vigias e quarteis-mestres em teoria deveriam ter sido treinados no manejo e lançamento dos botes. Entretanto, na prática, todos eles tinham quase nenhuma experiência ou conhecimento sobre como operar seus barcos. Desde o anúncio da colisão os oficiais dividiram entre si as tarefas. Murdoch ficou encarregado dos botes no lado estibordo, enquanto Wilde deveria ficar com aqueles no lado bombordo. No entanto, Lightoller já havia passado por um naufrágio em sua carreira e logo tomou para si as operações a bombordo. O procedimento de evacuação em cada lado foram bem diferentes. Smith havia dito aos oficiais "coloque as mulheres e crianças e abaixe-os". Murdoch interpretou essa ordem como mulheres e crianças primeiro, enquanto Lightoller achou que era mulheres e crianças apenas. O primeiro oficial dava prioridade para essas no preenchimento de seus botes, porém permitia a entrada de homens caso nenhuma mulher ou criança estivesse por perto. Já o segundo oficial foi extremamente rigoroso e não deixou nenhum homem embarcar em seu lado.
Os marinheiros também foram colocados a bordo dos botes para operá-los. As regras internas da White Star na época  exigiam pelo menos quatro tripulantes por barco. A equipe da ponte de comando recebeu prioridade, motivo pelo qual todos os quartel-mestres e vigias sobreviveram. Dentre os oficiais, Pitman foi encarregado do bote nº 3, Boxhall do nº 2 e Lowe do nº 14. Moody recebeu a oportunidade de embarcar em um dos barcos, porém recusou-se a deixar o navio mesmo sua posição lhe permitindo um lugar. Os oficiais seniores receberam revólveres para conter o pânico, enquanto Lowe carregou um revólver próprio e disparou três tiros enquanto descia com seu bote, porém ninguém se feriu. Existe a lenda que um dos oficiais cometeu suicídio com o revólver entregue, porém a maioria dos historiadores desmentem a veracidade dessa história.
Smith, Wilde, Murdoch, Lightoller e Moody permaneceram no navio até o final. Deles, apenas o segundo oficial conseguiu sobreviver ao ser varrido  do convés por uma onda e jogado para cima do bote desmontável B, que estava emborcado; Lightoller conseguiu subir em cima dele e permanecer no local até ser regatado por outro bote.

### Atendimento
O papel dos tripulantes de atendimento foi primordial no naufrágio, com Smith tendo pedido especificamente que fizessem o máximo possível para evitar pânico. Os comissários foram inicialmente encarregados de acordar todos os passageiros, passando de cabine em cabine falando para que colocassem coletes salva-vidas e subissem para o convés dos botes. Alguns passageiros se recusaram a deixar suas cabines pois aparentemente consideraram que não havia perigo para o navio ou que tudo não se passava de um exercício. Os comissários da primeira classe puderam dar atenção individual e especial aos passageiros, porém os dar terceira podiam apenas avisar os passageiros e orientá-los para o convés dos botes, área esta que não tinham permissão de frequentar. Alguns dos tripulantes barraram certos corredores a fim de impedir que uma multidão fosse para os conveses superiores, para isso muitas vezes usando de truculência e ameaças. Eles deixaram passar em alguns casos apenas mulheres e crianças.